# Bambusa textilis
Espèce
Bambusa textilis, le bambou des tisserands, est une espèce de plantes monocotylédones de la famille des Poaceae (graminées), sous-famille des Bambusoideae, originaire de la Chine du Sud-Est (Guangdong, Guangxi, Taïwan, Hunan) et du Vietnam. 
C'est un bambou géant, cespiteux, pouvant atteindre de 8 à 10 mètres de haut, qui est cultivé notamment pour constituer des haies ou des écrans. Bambou à croissance rapide, il est parmi les plus décoratifs du genre, avec ses nombreuses variétés, parmi lesquelles se trouve la variété 'Gracilis', cultivée dans les régions aux climats tropicaux, subtropicaux et tempérés, capable de supporter des températures de −8 °C.

## Nomenclature et étymologie
L’espèce a été décrite et nommée Bambusa textilis par Floyd Alonzo McClure, dans Lingnan University Science Bulletin 9: 14 en 1940. McClure est un botaniste américain, spécialiste des bambous, qui travailla 24 ans en Chine jusqu’à l’invasion de la Chine par les Japonais. Il enseigna à l’université de Lingnan à Nankin et effectua plusieurs missions de terrain pour collecter des bambous et d’autres plantes dans l’île de Hainan.
Le nom de genre Bambu est emprunté au portugais bambu, mambu (XVIe), lequel est emprunté au marathe et au guzrati, langues dravidiennes de la côte ouest de l’Inde.
L’épithète spécifique textilis est nom latin signifiant « tissu, textile ».
Le nom vulgaire chinois est 青皮竹 qīngpízhú morph. « bambou à écorce verte ». Bien sûr, il existe de nombreux noms vernaculaires locaux.

## Taxinomie

### Synonymes
Selon Catalogue of Life (15 septembre 2017), les synonymes hétérotypiques sont:
- Bambusa annulata W.T.Lin & Z.J.Feng
- Bambusa glaucescens var. annulata (W.T.Lin & Z.J.Feng) N.H.Xia
- Bambusa minutiligulata W.T.Lin & Z.M.Wu
- Bambusa textilis var. glabra McClure
- Bambusa textilis var. gracilis McClure
- Bambusa textilis var. maculata McClure
- Bambusa textilis var. pubescens B.M.Yang
- Bambusa textilis f. purpurascens (N.H.Xia) T.P.Yi
- Bambusa textilis var. purpurascens N.H.Xia
- Bambusa varioaurita W.T.Lin & Z.J.Feng

### Sous-espèces et variétés
Selon Tropicos (15 septembre 2017) (attention liste brute contenant possiblement des synonymes) :
- sous-espèce Bambusa textilis cv maculata L.C. Chia & & al.
- sous-espèce Bambusa textilis cv purpurascens L.C. Chia
- variété Bambusa textilis var. albostriata McClure
- variété Bambusa textilis var. fusca McClure
- variété Bambusa textilis var. glabra McClure
- variété Bambusa textilis var. gracilis McClure
- variété Bambusa textilis var. maculata McClure
- variété Bambusa textilis var. persistens B.M. Yang
- variété Bambusa textilis var. pubescens B.M. Yang
- variété Bambusa textilis var. purpurascens N.H. Xia
- variété Bambusa textilis var. textilis

## Description
Bambusa textilis possède des chaumes (tiges) de 8 à 10 m de hauteur et de 3 à 5 cm de diamètre, avec des entrenœuds verts de 40 à 70 cm de long, initialement blanc poudreux, avec des parois de 2 à 5 mm d’épaisseur. Les gaines des chaumes sont caduques, coriaces, rigides, légèrement luisantes, à la base raide brun strigeux terne, apex légèrement incliné et asymétrique, largement arqué ; oreillettes inégales.
Le limbe des feuilles est linéaire-lancéolé à étroitement lancéolé, de 9–17 cm de long sur 1–2 cm de large, la face inférieure densément pubescente, la face supérieure glabre.
Les pseudo-épillets sont solitaires ou regroupés à chaque nœuds des branches fleuries.
Le fruit est un caryopse.
À partir de la variété Bambusa textilis var. textilis, ont été sélectionné les cultivars :
- Bambusa textilis 'Maculata' avec des inter-nœuds des chaumes et des gaines qui ont des taches et des stries rouge-violet

- Bambusa textilis 'Purpurascens'  紫竿竹avec les entre-nœuds des chaumes portant des rayures rouge-violet.

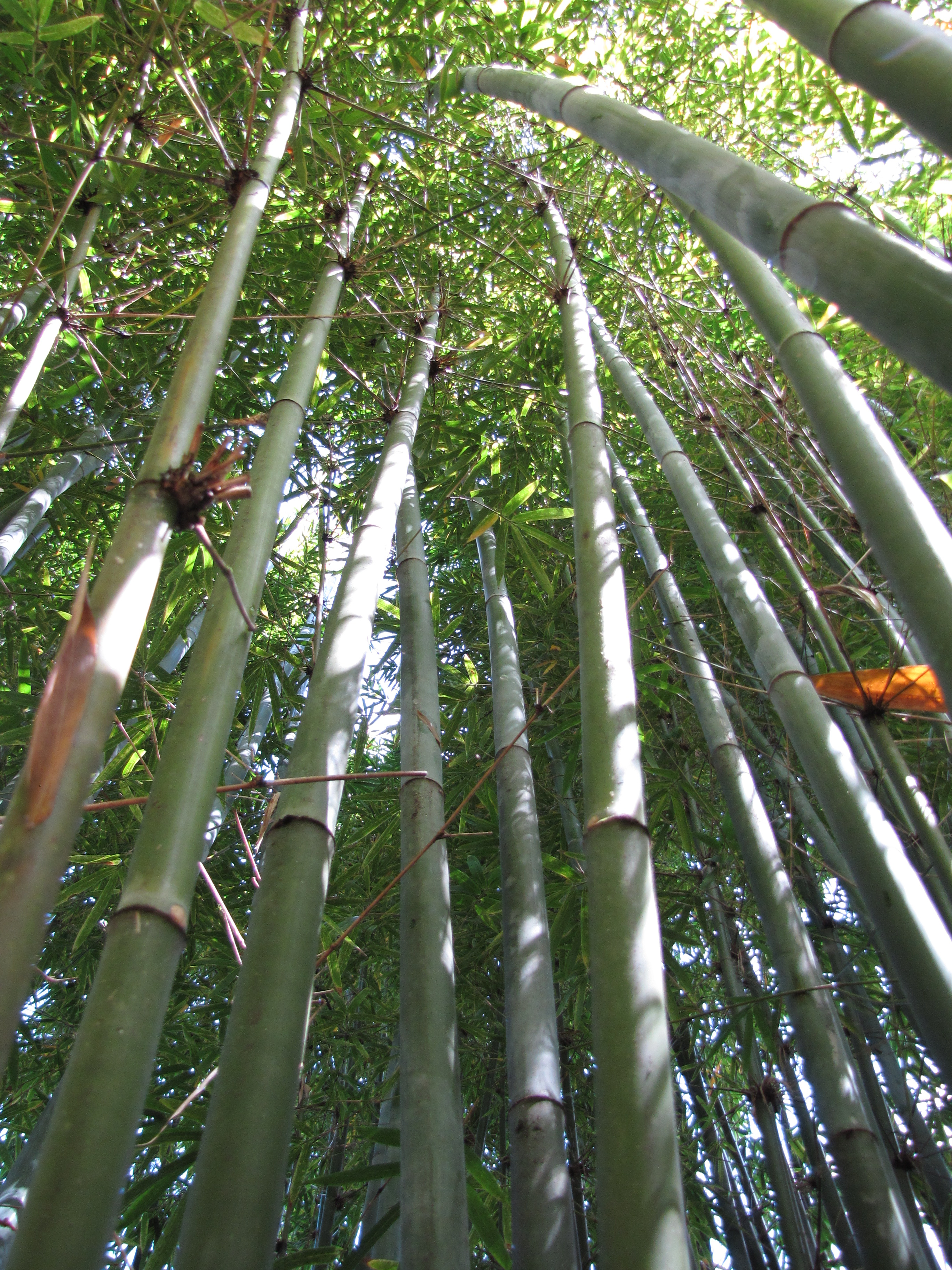
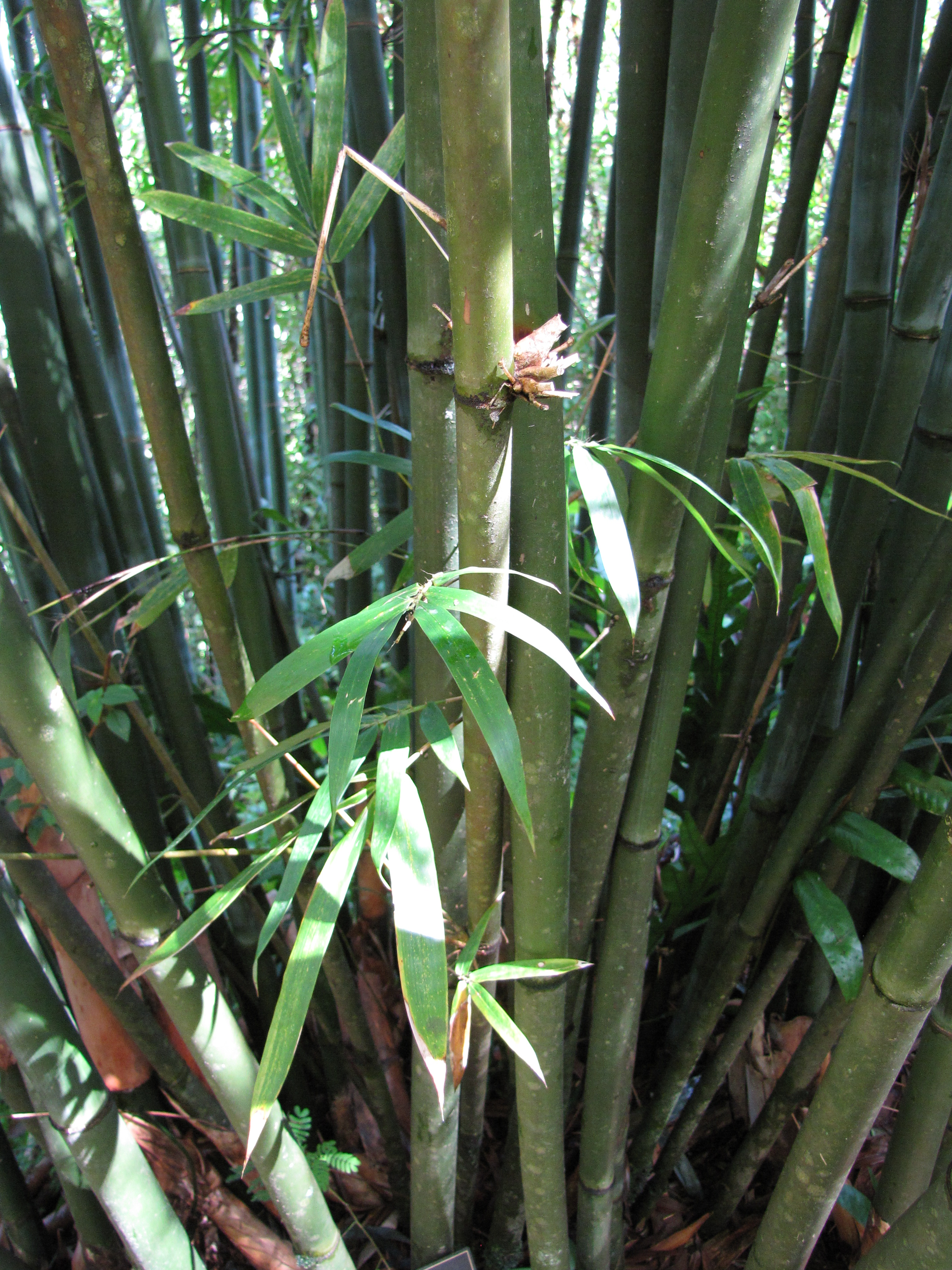
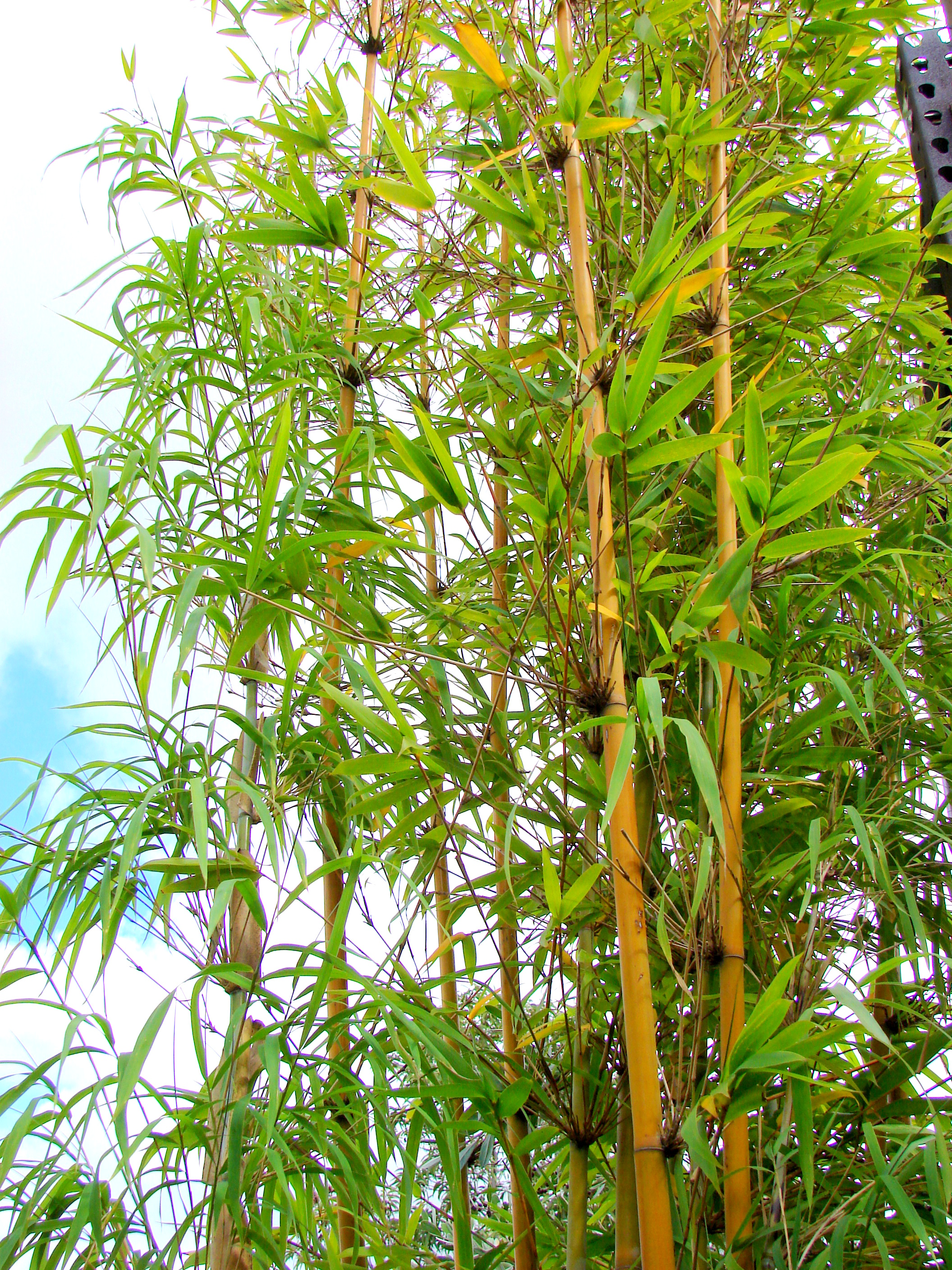

Ils sont cultivés dans les jardins.

## Distribution et habitat
Bambusa textilis est originaire de la Chine du Sud-Est (Guangdong, Guangxi, Taïwan,  Hunan, Fujian et le sud du Yunnan) et du Vietnam. 
Il a été introduit et s’est naturalisé à Hawaii, en Floride, en Colombie et à Porto Rico.
La température moyenne annuelle dans son aire de répartition est de 18 à 20 °C , et les précipitations annuelles sont supérieures à 1 400 mm.
Il est habituellement cultivé le long des rivières, autour des villages, à basse altitude dans l’Anhui, le Guangdong et le Guangxi.

## Utilisations
Culture horticole
Il est notamment cultivé pour constituer des haies ou des écrans de séparation dans les cours d’immeubles et peut être planté dans des jardins subtropicaux et tropicaux où il peut compléter la flore indigène.
La variété ‘Gracilis’ a beaucoup de succès, notamment en hors d’Asie, où il est connu sous le nom de « Bambou Gracilis » (Gracilis bamboo), formant des touffes légères, ne dépassant pas 8 m de hauteur et supportant des températures de −8 °C. D’un grand effet en tant que groupe isolé ou pour créer des écrans ou des barrières brise-vent. Étant une espèce non invasive, il est aussi utilisable dans les jardins de taille modeste et en tout cas facilement contrôlable.
Il peut être cultivé dans de grand récipients pour la décoration d’espaces verts, de jardins d’hiver, et d’intérieurs vastes et lumineux.
Vannerie
B. textilis est un bambou de haute qualité pour tresser des ustensiles agricoles (récipients), des chaises, des nattes, des paniers, les tables basses etc.
Construction
Les tiges entières sont utilisées pour construire des cabanons, des clôtures, des meubles. Il convient parfaitement aux clôtures végétales et aux brise-vent.
Pousse de bambou
Elles peuvent être consommées fraîches ou séchées ou en conserve.
Fabrication de papier
Le bambou des tisserands a aussi servi à fabriquer du papier.